# 2-乙基蒽醌

2-乙基蒽醌用于生产过氧化氢

2-乙基蒽醌（英語：β-ethylanthraquinone）也称为β-乙基蒽醌，是一种有机化合物，分子式C16H12O2，属于蒽醌衍生物，常温常压下为淡黄色固体，工业上用于过氧化氢的生产。